# 100%
„100%“ е песен на американската R&B певица Марая Кери. Първоначално е била запланувана като първи сингъл от саундтрака на филма „Прешъс“, но впоследствие песента е включена в AT&T Team USA Soundtrack за Зимните олимпийски игри през 2010 г. Всички приходи от закупуване на песни от саунтрака до 1 март 2010 г. са дарени на олимпийския отбор на САЩ. През първата седмица са продадени над 17 000 копия, а песента достига до позиция 197 на Billboard Hot Digital Songs.

## Видеоклип
По време на турнето си Angels Advocate Tour в Торонто, Марая Кери записва видео към песента, което е вдъхновено от друга нейна песен – „Hero“. Премиерата на клипа се състои на 20 февруари 2010 г. по NBC.